# پروپیسیلین
پروپیسیلین(به انگلیسی: Propicillin) یک پنی سیلین است. خواصی مشابه بنزیل پنی‌سیلین دارد که به‌طور ویژه در عفونت های استرپتوکوکی مورد استفاده قرار می گیرد. در مقابل پنی‌سیلیناز مقاوم نیست اما از نظر پایداری در برابر اسید مقاوم است و به همین دلیل به صورت خوراکی به عنوان نمک پتاسیم قابل استفاده است.  